# Szemborowo
Szemborowo – wieś w Polsce położona w województwie wielkopolskim, w powiecie słupeckim, w gminie Strzałkowo.
W latach 1975–1998 miejscowość administracyjnie należała do województwa konińskiego. 
We wsi znajduje się zabytkowy kościół św. Urszuli oraz cmentarz przykościelny z pocz. XIX w, wpisany do krajowego rejestru zabytków pod nr rej.: A-510/251 z 8.11.1994 r.
W Szemborowie wieloletnim proboszczem był ks. kan. Edmund Konarski. We wsi został pochowany wraz z żoną Witold Jan Mościcki - najstarszy brat prezydenta Rzeczypospolitej Polskiej Ignacego Mościckiego. W uroczystościach pogrzebowych brata w dniu 27 kwietnia 1937 wziął udział prezydent Ignacy Mościcki.
W Szemborowie miał swoją siedzibę klub Malibu Szemborowo.